# Melitaea learchus
Melitaea learchus är en fjärilsart som beskrevs av Ebert 1926. Melitaea learchus ingår i släktet Melitaea och familjen praktfjärilar. Inga underarter finns listade i Catalogue of Life.